# Сябітова Роза Раїфівна
Роза Раїфівна Сябітова (нар. 10 лютого 1962, Москва, СРСР) — російська телеведуча, сваха, письменниця; з 2008 року — співведуча телепередачі «Давай одружимося» («Перший канал»).

## Біографія
Народилася 10 лютого 1962 року в Москві в татарській сім'ї. Батько — працював слюсарем; мама — уродженка села Кічкальня  з дворянської родини, працівник на ткацькій фабриці  .
У дитинстві захоплювалася фігурним катанням і пізніше стала майстром спорту. Після закінчення середньої школи вступила до Московського інституту електронного машинобудування, який закінчила 1985 року за спеціальністю «інженер-програміст». У 1995 року відкрила власне агентство знайомств. Пізніше, 1996 року закінчила Інститут соціальної психології за спеціальністю «психолог» .
У червні 2016 року заявила про намір балотуватися до Державної думи на виборах 18 вересня від партії «Родіна» .

#### Кар'єра на ТБ і радіо
У 2007 році почала вести шоу «Шукаю кохання» на телеканалі «Стрім-ТВ»   , а також брати участь у телепередачі «Доброго ранку» на «Першому каналі».
У 2008 році отримала запрошення стати однією з співведучих, в амплуа «професійної свахи» в телепередачі «Давай одружимося», яка виходить в ефір на «Першому каналі»   .
У 2010 році — ведуча, нині закритої телепередачі «Знайомство з батьками» на «Першому каналі»   .
З 10 листопада 2016 року по 5 вересня 2019 року — співведуча ток-шоу «Про кохання» на «Першому каналі» в парі з журналісткою Софіко Шеварднадзе (іноді, замінюючи на цій позиції музиканта Сергія Шнурова )    .
Також, вела радіопередачі «Поради від Рози Сябітової» на «Хіт-FM» та «Сябітова Роза поспішає на допомогу» на «Кекс FM» .
У 2022 році взяла участь у шоу «Маска. Танці» на телеканалі «СТС», де ховалася під маскою Дискошара. Залишила телепроект у п'ятому випуску .
З 29 серпня по 3 жовтня 2023 року — співведуча шоу «Серце Клави» на телеканалі «П'ятниця!»  .

#### Сім'я
- Перший шлюб — (1983-1993). Вийшла заміж за Михайла Сябітова. У шлюбі народилися двоє дітей: Денис (нар. 22 липня 1989) та Ксенія (нар. 15 квітня 1992). Пізніше чоловік помер від інфаркту [3].
- Другий шлюб — (2008-2011). У 2008 році на зйомках телепередачі «Давай одружимося» познайомилася з одним із учасників програми, Юрієм Андрєєвим, який невдовзі став другим чоловіком обізнаної. Потім шлюб розпався [3].